# Edward Loder
Pour les articles homonymes, voir Loder.
Edward James Loder, né le 10 juillet 1809 à Bath – mort le 5 avril 1865 à Londres, est un compositeur et chef d'orchestre britannique. Son œuvre la plus célèbre est son opéra Raymond and Agnes.

## Source
- (en) Cet article est partiellement ou en totalité issu de l’article de Wikipédia en anglais intitulé « Edward Loder » (voir la liste des auteurs).